# Sunrisers Hyderabad
 (mai 2017).
Si vous disposez d'ouvrages ou d'articles de référence ou si vous connaissez des sites web de qualité traitant du thème abordé ici, merci de compléter l'article en donnant les références utiles à sa vérifiabilité et en les liant à la section « Notes et références ».
Les Sunrisers Hyderabad (souvent abrégés en SRH) sont une franchise indienne de cricket basée à Hyderabad au Telangana, qui joue dans l'Indian Premier League, ou Première ligue indienne (IPL). Elle est la propriété de Kalanithi Maran (en), qui possède également Sun TV. Elle a été fondée en 2012 après que les Deccan Chargers basés à Hyderabad ont été résiliés par l'IPL. L'équipe a fait une apparition dans les éliminatoires de l'IPL lors de sa première saison en 2013 et a remporté son premier titre lors de la saison 2016.
L'équipe a été entraînée par l'Australien Tom Moody (en) de 2013 à 2019, et par Trevor Bayliss (en) depuis 2020. Son terrain de départ principal est le Rajiv Gandhi International Cricket Stadium (en) à Hyderabad.
L'équipe a atteint la phase éliminatoire du tournoi lors de chaque saison depuis 2016. En 2018, l'équipe a atteint la finale de l'Indian Premier League mais s'est inclinée face aux Chennai Super Kings. David Warner est le meilleur buteur de l'équipe et a remporté trois fois l'Orange Cap en 2015, 2017 et 2019. Bhuvneshwar Kumar est le meilleur buteur de l'équipe et a remporté le Purple Cap à deux reprises, en 2016 et 2017,. La pandémie de COVID-19 a affecté la valeur de la marque Sunrisers Hyderabad, qui a baissé de 4 % pour atteindre 57,4 millions de dollars en 2020. L'équipe est actuellement entraînée par Daniel Vettori et dirigée par Aiden Markram.

## Histoire de la franchise
Les Sunrisers Hyderabad ont remplacé les Deccan Chargers en 2012 et ont fait leurs débuts en 2013. La franchise a été reprise par Sun TV Network après la faillite de Deccan Chronicle. La composition de l'équipe a été annoncée à Chennai le 18 décembre 2012. L'équipe est détenue par Sun TV Network, qui a remporté l'appel d'offres avec un paiement de 85,05 crore won (11 millions de dollars) par an sur la base d'un contrat de cinq ans, une semaine après que les Chargers ont été dissous en raison de problèmes financiers persistants. Sun TV Network Limited, dont le siège est à Chennai, est l'un des plus grands réseaux de télévision de l'Inde, avec 32 chaînes de télévision et 45 stations de radio FM, ce qui en fait la plus grande société de médias et de divertissement de l'Inde.
Le T-shirt de l'équipe a été dévoilé le 8 mars 2013, et l'hymne de l'équipe, écrit par G. В. Prakash Kumar, est sorti le 12 mars 2013. Le logo a été dévoilé le 20 décembre 2012, en même temps que l'annonce de la nomination de Chris Srikkanth à la tête de l'équipe. Remplacés par les vétérans Muttiah Muralitharan, Tom Moody et Air Force Laxman,.